# Suely Franco
Suely Franco (Rio de Janeiro, 16 ottobre 1939) è un'attrice, soprano e doppiatrice brasiliana.

## Biografia
Nata a Rio de Janeiro nel 1939, a partire dagli anni sessanta ha interpretato numerose telenovele ed è stata testimonial in varie pubblicità, fra cui quella della Kodak.
È stata partner artistica di Ary Fontoura in Moça nunca mais e Corra que papai vem aí.
Nella stagione televisiva 2005-2006 ha interpretato Dona Benta nella serie Sítio do Picapau Amarelo, della Rede Globo.

## Vita privata
Dal suo matrimonio con l'attore Carlos Koppa, terminato con un divorzio, è nato un figlio, anch'egli chiamato Carlos.

## Carriera

### Televisione
- Gabriela, Cravo e Canela - telenovela (1960)
- Era Preciso Voltar (1969)
- Simplesmente Maria (1970)
- Toninho on the Rocks (1970)
- A Selvagem (1971)
- Hospital - telenovela (1971)
- João da Silva (1973)
- Chico City (1973)
- O Espigão (1974)
- Cuca Legal (1975)
- O grito - telenovela (1975)
- Estúpido Cupido (1976)
- Marina - telenovela (1980)
- Destini (Baila Comigo) - telenovela (1981)
- Jogo da Vida - telenovela (1981)
- Caso Verdade (1982)
- Adamo contro Eva (Guerra dos Sexos) (1982)
- Transas e Caretas (1984)
- Tamanho Família (1985)
- Il vento e il tempo (O Tempo e o Vento) - miniserie (1985)
- A Rainha da Vida (1987)
- As Noivas de Copacabana (1992)
- Donne di sabbia (Mulheres de Areia) (1993)
- Tocaia Grande (1995)
- Dona Flor e Seus Dois Maridos - miniserie (1998)
- Torre di Babele (Torre de Babel) - telenovela (1998)
- Pecado Capital (1998)
- Labirinto (1998)
- Você Decide (2000)
- O Cravo e a Rosa (2000)
- A Grande Família (2001)
- Sabor da Paixão (2002)
- Malhação (2003)
- A Diarista (2004)
- Metamorphoses (2004)
- Sítio do Picapau Amarelo (2005)
- Sete Pecados (2007)
- Casos e Acasos (2008)
- A Favorita (2008)
- Tudo Novo de Novo (2009)
- Cama de Gato - telenovela (2009)
- S.O.S. Emergência (2010)
- As Brasileiras (episodio: "A Inocente de Brasilia") (2012)
- Amor Eterno Amor (2012)

### Cinema
- Dois na Lona (1968)
- Quatro Contra o Mundo (1974)
- Motel (1974)
- Corpo a Corpo, Todos os Sonhos do Mundo (1984)
- Minha Vida em Suas Mãos (2001)
- Querido Estranho (2002)
- Cristina Quer Casar (2003)
- Redentor (2004)
- Acredite, um Espírito Baixou em Mim (2006)

## Doppiaggio
- Tarzan (1999) (Nel film e anche negli episodi della serie TV)